# 八戸市体育館
八戸市体育館（はちのへしたいいくかん）は青森県八戸市にある体育館。長根運動公園内の施設の一部である。

## 概要
八戸市体育館は八戸市の長根運動公園内にある体育館で、1963年に竣工した。設計は、久米建築事務所。青森県の中では戦後早くに完成した歴史ある体育館である。この体育館は株式会社エスプロモが指定管理者として管理している。
各種体育大会やプロスポーツ活動に利用されているほか、八戸市主催の成人式の会場、八戸市選挙区の開票所として利用されている。
- アリーナ面積：1584m2（36×44m）
- 収容人数：固定席 2,000席

## 歴史
- 1963年（昭和38年）12月竣工。
- 1966年（昭和41年）全国高等学校総合体育大会（インターハイ）の会場の一つとして使用された。
- 1977年（昭和52年）あすなろ国体バスケットボール競技の会場の一つとして使用された。10月2日には昭和天皇の行幸があった[2]。
- 1990年（平成2年）3月改修。
- 2011年（平成23年）の北東北高校総体では女子バレーボール競技の会場の一つとして使用された。

## アクセス
- JR八戸線：本八戸駅下車後、徒歩15分。
- 八戸市営バス・南部バス・十和田観光電鉄バス：「桜木町」または「二十三日町」もしくは「荒町」下車後、徒歩10分。